# Адольф II (граф в Кельдахгау)
Адольф II (нем. Adolf II von Keldachgau; умер в 1041) — граф в Кельдахгау, фогт в Дойце в 1041 году. Из династии Эццоненов.
Сын Адольфа I, графа в Кельдахгау. После смерти отца получил в наследство Кельдахгау и крепость Дойц, но умер в том же году. Его сын Адольф I стал первым графом Берга.

## Дети
- Герман IV (1027—1091), граф фон Зеффенберг
- Адольф (ок. 1041—1082), фогт в Геррезгейне 1056—1059, фогт в Вердене 1059—1068, фогт в Дойце 1063—1065, фогт в Берге 1068—1077.